# 미수복지구의 무형문화재
미수복지구의 무형문화재는 무형문화재 중에서 이북5도에 해당하는 미수복지구에서 유래된 문화재를 대한민국 이북5도청(이북5도위원회)과 문화재청이 지정한 것을 의미한다.
현재 황해도, 평안남도, 평안북도, 함경남도, 함경북도에 해당하는 지역에 대한 무형문화재가 총 11건 지정되어 있고, 이북5도 무형문화재 연합회에서 공동 관리하고 있다. 대한민국 헌법 제3조, 이북5도에 관한 특별조치법과 미수복지 명예시장 군수 등 위촉에 관한 규정 5조 6항에 따른 영토 규정에 따라, 미수복지구에 대해 대한민국이 관리하는 무형문화재다. 현재 이북5도에 대한 문화재는 본 무형문화재 이외에는 없다.

## 지정목록

### 황해도
| 번호 | 사진 | 명칭                        | 소재지                | 관리자 (단체) | 지정일                | 참조 |
| 1호  |      | 만구대탁굿                  | 이북5도청 황해도 전역 |               | 2005년 11월 10일 지정 |      |
| 2호  |      | 서도소리 산염불, 난봉가     | 황해도 전역           |               | 2009년 8월 26일 지정  |      |
| 3호  |      | 서도선소리산타령 놀량사거리 | 황해도 전역           |               | 2009년 8월 26일 지정  |      |
| 4호  |      | 화관무                      | 황해도 전역           |               | 2011년 8월 1일 지정   |      |
| 5호  |      | 최영장군 당굿               | 황해도 전역           |               | 2011년 8월 1일 지정   |      |

### 평안남도
| 번호 | 사진 | 명칭              | 소재지                  | 관리자 (단체) | 지정일               | 참조 |
| 1호  |      | 평양검무          | 이북5도청 평안남도 전역 |               | 2001년 2월 23일 지정 |      |
| 2호  |      | 평안도 향두계놀이 | 평안남도 전역           |               | 2009년 8월 18일 지정 |      |

### 평안북도
| 번호 | 사진 | 명칭                         | 소재지                  | 관리자 (단체) | 지정일               | 참조 |
| 1호  |      | 청자, 백자, 결자 도공의 기술 | 이북5도청 평안북도 전역 |               | 2000년 3월 18일 지정 |      |
| 2호  |      | 영변성황대제                 | 평안북도 전역           |               | 2007년 10월 5일 지정 |      |
| 3호  |      | 평안도 다리굿                | 평안북도 전역           |               | 2007년 10월 5일 지정 |      |

### 함경남도
| 번호 | 사진 | 명칭     | 소재지                  | 관리자 (단체) | 지정일                | 참조 |
| 1호  |      | 돈돌날이 | 이북5도청 함경남도 전역 |               | 1998년 11월 12일 지정 |      |

### 함경북도
| 번호 | 사진 | 명칭               | 소재지                  | 관리자 (단체) | 지정일               | 참조 |
| 1호  |      | 애원성             | 이북5도청 함경북도 전역 |               | 2005년 6월 5일 지정  |      |
| 2호  |      | 두만강뗏목놀이소리 | 함경북도 전역           |               | 2007년 6월 11일 지정 |      |